# أمل إبراهيم
أمل إبراهيم (12 يناير 1945 -)، ممثلة مصرية.
بدأت مسيرتها الفنية في عام 1969. اشتهرت في أدوار الصغيرة وكان أبراز أدوارها في فيلم «كيت كات».

## من أعمالها
- عذاب الحب
- داليا المصرية.
- بطل من ورق.
- غابة من السيقان.
- غراميات عازب.
- وعادت الحياة.
- مين يجنن مين.
- أشياء ضد القانون.
- الجواز للجدعان.
- قبل الضياع.
- الإنس والجن.
- عفوا أيها القانون.
- جذور في الهواء.
- انتحار صاحب الشقة.
- الناس الغلابة.
- فيلم هندي.
- عبده مواسم.
- في محطة مصر
- سلام يا صاحبي.
- الكيت كات.
- أرض أرض.
- المشاغبون في البحرية.
- صراع الزوجات.
- غبى على الزيرو.
- حبك نار.
- بهاريز.
- درب الهوى.
- أمهات في المنفى.
- عائلة الحاج متولي
- ضبط وإحضار
- المفسدون في الأرض
- البخيل وأنا.
- يوميات ونيس - الجزء الثالث.
- العصيان - الجزء الأول والثاني.
- عباس الأبيض في اليوم الأسود.
- لعبة الست
- ريا وسكينه .

## من التمثيليات التلفزيونية
- الطفلة و العجوز بدور فوزية
- فكرة خاطئة قامت بدور فايزة
- قدر من الرومانسية قامت بدور محاسن

## روابط خارجية
- أمل إبراهيم على موقع الدهليز
- أمل إبراهيم على موقع قاعدة بيانات الأفلام العربية